# Cadillac Dinossauros
Cadillac Dinossauros foi uma banda brasileira de rock formada em 2006, na cidade de Ponta Grossa, Paraná. Conhecida por misturar hard rock com elementos de blues, funk e psicodelia, a banda encerrou suas atividades em 2022, após 16 anos de carreira, cinco álbuns de estúdio, um EP e diversas apresentações em festivais pelo Brasil.

## História
A banda surgiu em meados de 2006, no cenário cultural da Vila Santa Paula, em Ponta Grossa. A formação original contava com David Barros (vocal/guitarra), Hugo Alex (baixo), Bruno Machado (bateria) e André Mackmilan (guitarra). Com o tempo, a formação foi alterada até estabilizar-se com Billy Joy na bateria, a partir de 2012.

## Estilo musical
O som da Cadillac Dinossauros era descrito como uma mescla entre o hard rock clássico e influências do blues e funk setentista. O grupo foi frequentemente comparado ao AC/DC, porém com identidade própria e letras em português. Com o tempo, a sonoridade incorporou elementos mais psicodélicos e grooves dançantes.

## Discografia

### Álbuns de estúdio
| Ano  | Título        | Gravadora / Produção |
| ---- | ------------- | -------------------- |
| 2015 | Fome          | Independente         |
| 2019 | Disco Riscado | Independente         |

### Álbuns ao vivo
| Ano  | Título                                              | Gravadora / Produção     |
| ---- | --------------------------------------------------- | ------------------------ |
| 2017 | Cadillac Dinossauros no Estúdio Showlivre (Ao Vivo) | Independente / Showlivre |

### EPs
| Ano  | Título       | Gravadora / Produção |
| ---- | ------------ | -------------------- |
| 2017 | Preto Branco | Independente         |

### Singles
| Ano  | Título          |
| ---- | --------------- |
| 2016 | “Jogo Sujo”     |
| 2016 | “Mundo Bizarro” |
| 2017 | “Preto Branco”  |

## Videoclipes e apresentações
A banda produziu diversos videoclipes, incluindo "Fora do Trilho", gravado no Showlivre em 2017. Participou de festivais como Psicodália, FBI, DMX, e eventos em São Paulo como o Z‑Largo da Batata.

## Encerramento
O grupo anunciou o encerramento de suas atividades em 2022. O último show foi realizado em 22 de maio de 2022, na Baiacu‑Bö, em Ponta Grossa. A despedida foi marcada por grande participação do público e reconhecimento da trajetória da banda.